# Adeo nota
Adeo nota è un'enciclica di papa Pio VI, datata 23 aprile 1791, nella quale il Pontefice condanna l'usurpazione dei diritti secolari di sovranità della Santa Sede sulla città di Avignone e sul Contado Venassino, in Francia. La violenza dei rivoluzionari si è estesa dal settore civile e amministrativo a quello ecclesiastico, al punto che le autorità municipali hanno imposto un vicario capitolare in sostituzione dell'arcivescovo. Il Pontefice auspica che tutti si possano ravvedere e ritornare alla Chiesa.

## Fonte
Tutte le encicliche e i principali documenti pontifici emanati dal 1740. 250 anni di storia visti dalla Santa Sede, a cura di Ugo Bellocci. Vol. II: Clemente XIII (1758-1769), Clemente XIV (1769-1774), Pio VI (1775-1799), Pio VII (1800-1823), Libreria Editrice Vaticana, Città del Vaticano 1994.